# Kensei Nakashima
Kensei Nakashima (japanisch 中島 賢星 Nakashima Kensei; * 23. August 1996 in der Präfektur Saga) ist ein japanischer Fußballspieler.

## Karriere
Nakashima erlernte das Fußballspielen in den Jugendmannschaften der Yokohama F. Marinos, des Buddy FC und Avispa Fukuoka, sowie in der Schulmannschaft der Higashi Fukuoka High School. Seinen ersten Vertrag unterschrieb er 2015 bei seinem Jugendverein Yokohama F. Marinos. Der Verein aus Yokohama, einer Stadt in der Präfektur Kanagawa, spielte in der höchsten japanischen Liga, der J1 League. Im Juli 2017 wechselte er bis zum Saisonende auf Leihbasis zum Zweitligisten FC Gifu. Für Gifu absolvierte er sechs Ligaspiele. Nach Ende der Ausleihe wurde er am 1. Februar 2018 von dem Verein aus Gifu fest unter Vertrag genommen. Am Ende der Saison 2019 stieg er mit Gifu in die dritte Liga ab. Nach insgesamt 112 Ligaspielen wechselte er im Januar 2022 zum Ligakonkurrenten SC Sagamihara. Hier stand er eine Spielzeit unter Vertrag und bestritt 23 Ligaspiele. Zu Beginn der Saison 2023 unterschrieb er im Januar 2023 einen Vertrag beim Drittligaaufsteiger Nara Club.

## Erfolge
Yokohama F. Marinos
- Japanischer Pokalfinalist: 2017